# Christer Garpenborg
Christer Garpenborg (Suecia, 6 de mayo de 1952) es un atleta sueco retirado especializado en la prueba de 60 m, en la que consiguió ser subcampeón europeo en pista cubierta en 1977.

## Carrera deportiva
En el Campeonato Europeo de Atletismo en Pista Cubierta de 1977 ganó la medalla de plata en los 60 metros, con un tiempo de 6.60 segundos, tras el soviético Valeriy Borzov  y por delante del polaco Marian Woronin.